# Парагуана
Парагуана (ісп. Paraguaná) ― півострів у Венесуелі на узбережжі Карибського моря, розташований на півночі штату Фалькон. На його території розташовані муніципалітети Карірубана, Лос-Такес та Фалькон. За 27 км на північ розташований острів Аруба, острови Бонайре і Кюрасао ― трохи далі.
Півострів Парагуана з'єднаний з рештою штату природним перешийком Меданос. На півострові розташовані два нафтопереробні заводи в західному місті Пунто-Фіхо. Продукція цих заводів вирушає за кордон через порти Амуай та Кардон.
Острів лежить в екорегіоні ксеричних чагарників Парагуани. Оскільки він майже повністю оточений водою, півострів іноді називають островом, а іноді ― частиною Підвітряних Антильських островів.

## Економіка

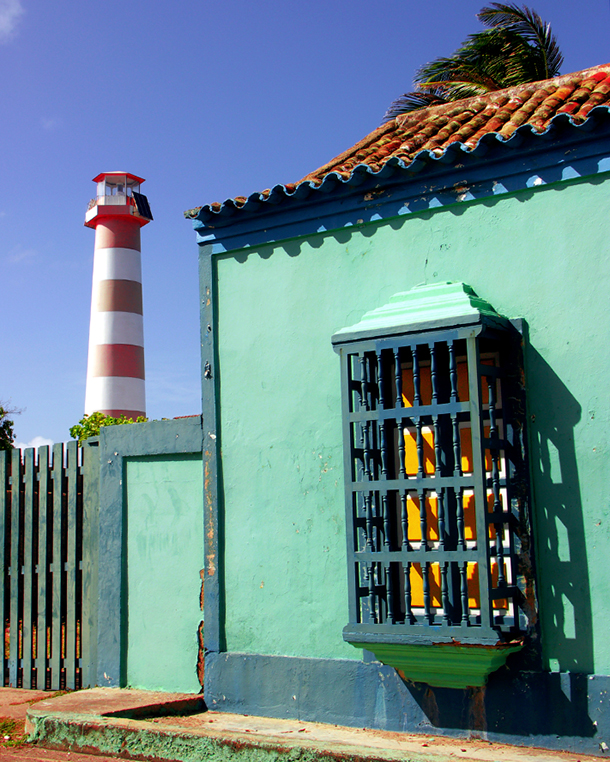
Типовий будинок колоніальної епохи в Адікорі

Нині в Парагуані розташовані два великі нафтопереробні заводи і третій за величиною нафтопереробний комплекс у світі ― Парагуанський нафтопереробний комплекс. Більшість нафти, що видобувається PDVSA, переробляється в цьому комплексі. В останні роки багато інженерів, які працювали на венесуельських нафтопереробних заводах, переїхали до США і влаштувалися на роботу в Citgo.
Парагуана ― зона безмитної торгівлі, тому тут відкрито багато міжнародних магазинів, зокрема арабських.
Хоча основним сектором економіки є нафтова промисловість, тут також розвивається туризм. Більшість туристів приїжджають з інших частин Венесуели, багато хто також приїжджає зі сусідніх країн: Колумбії, Аруби, Бонайре, Кюрасао та США.
У ЗМІ з'являлися повідомлення про те, що на Парагуані, за згодою покійного президента Уго Чавеса, зводиться майданчик для запуску імпортованих балістичних ракет іранського виробництва до Боліваріанської Республіки.